# Умершие в феврале 1944 года
Это список известных людей, соответствующих установленным критериям значимости (см. Википедия:Критерии значимости персоналий), умерших в феврале 1944 года.
Причина смерти указывается лишь в исключительных случаях (убийство, самоубийство, гибель в результате военных действий, смертная казнь, ДТП или несчастные случаи). В остальных случаях — не указывается.

## 1 февраля
- Дурнов, Иван Алексеевич — сержант Рабоче-крестьянской Красной Армии, участник Великой Отечественной войны, Герой Советского Союза.
- Синчук, Василий Прокофьевич (22) — капитан, помощник командира истребительного полка.

## 2 февраля
- Зуев, Аристарх Васильевич (53) — российский военачальник. Участник Белого движения в Сибири.
- Корольский, Александр Михайлович (41) — участник Великой Отечественной войны, Герой Советского Союза.
- Редькин, Дмитрий Григорьевич (28) — старший сержант Рабоче-крестьянской Красной Армии, участник Великой Отечественной войны, Герой Советского Союза.
- Соломова, Ольга Иосифовна (23) — организатор партизанского подполья в Белостокской области во время Великой Отечественной войны.
- Стариков, Пётр Никифорович (39) — участник Великой Отечественной войны, Герой Советского Союза.
- Тезиков, Павел Александрович (38) — участник Великой Отечественной войны, Герой Советского Союза.
- Чигладзе, Серго Гедеванович (23) — участник Великой Отечественной войны, Герой Советского Союза.

## 3 февраля
- Георгий Туруханов (29) — участник Великой Отечественной войны, Герой Советского Союза.

## 4 февраля
- Барышев, Демьян Семёнович (41) — советский государственный и партийный деятель, председатель Исполнительного комитета Восточно-Казахстанского областного Совета (1940-1943).
- Корбут, Пётр Юлианович (35) — полковник Рабоче-крестьянской Красной Армии, участник Великой Отечественной войны, Герой Советского Союза.

## 5 февраля
- Бухонка, Пётр Николаевич (37) — красноармеец Рабоче-крестьянской Красной Армии, участник Великой Отечественной войны, Герой Советского Союза.
- Дыдышко, Александр Иванович (32) — участник Великой Отечественной войны, Герой Советского Союза.
- Зонов, Николай Фёдорович (20) — участник Великой Отечественной войны, Герой Советского Союза.

## 6 февраля
- Каипов, Джунуспей (26) — участник Великой Отечественной войны, Герой Советского Союза.
- Литвинюк, Фёдор Григорьевич — старший сержант Рабоче-крестьянской Красной Армии, участник Великой Отечественной войны, Герой Советского Союза.
- Мыза, Владимир Иванович (28) — участник Великой Отечественной войны, Герой Советского Союза.

## 7 февраля
- Астахов, Иван Михайлович (22) — участник Великой Отечественной войны, Герой Советского Союза.
- Казарян, Амаяк Левонович (37) — советский офицер, участник Великой Отечественной войны, Герой Советского Союза.
- Перевозников, Андрей Тимофеевич — участник Великой Отечественной войны, Герой Советского Союза.
- Пономарчук, Андрей Иванович — участник Великой Отечественной войны, Герой Советского Союза.

## 8 февраля
- Губеладзе, Владимир Ясонович (22) — участник Великой Отечественной войны, Герой Советского Союза.
- Жуков, Иван Фёдорович — участник Великой Отечественной войны, Герой Советского Союза.
- Собина, Василий Васильевич (20) — участник Великой Отечественной войны, Герой Советского Союза.
- Шатохин, Иван Григорьевич (22) — участник Великой Отечественной войны, Герой Советского Союза.

## 9 февраля
- Бахирев, Владимир Николаевич (20) — участник Великой Отечественной войны, Герой Советского Союза.
- Борисов, Михаил Семёнович (40) — участник Великой Отечественной войны, командир 212-го гвардейского стрелкового полка 75-й гвардейской стрелковой дивизии 60-й армии Центрального, затем Воронежского фронта, гвардии полковник, Герой Советского Союза.
- Ляшенко, Иван Михайлович — участник Великой Отечественной войны, Герой Советского Союза.
- Черкасов, Николай Петрович (59) — российский и советский актёр театра и кино.

## 10 февраля
- Краев, Владимир Павлович (22) — участник Великой Отечественной войны, Герой Советского Союза.
- Уколов, Михаил Васильевич — участник Великой Отечественной войны, Герой Советского Союза.

## 11 февраля
- Виноградов, Яков Савельевич (28) — участник Великой Отечественной войны, Герой Советского Союза.
- Горбач, Михаил Михайлович — красноармеец Рабоче-крестьянской Красной Армии, участник Великой Отечественной войны, Герой Советского Союза.
- Енткевич, Галина Фаддеевна (47) — монахиня. Деятельница Римско-католической церкви.

## 12 февраля
- Ерёмин, Александр Климентьевич (22) — Герой Советского Союза.
- Пляшечник, Яков Иванович (36) — Герой Советского Союза.
- Соллертинский, Иван Иванович (41) — российский советский музыковед, театральный и музыкальный критик.
- Камынин, Сергей Михайлович — Герой Советского Союза.
- Лежава, Вахтанг Акакиевич — Герой Советского Союза.

## 13 февраля
- Кедров, Филипп Григорьевич (34) — удмуртский советский писатель и поэт.
- Клумов, Евгений Владимирович (65) — Герой Советского Союза.
- Липпер, Люсьен (30) — оберштурмбаннфюрер СС.
- Разенков, Гавриил Степанович (29) — советский военный. Участник Советско-финской и Великой Отечественной войн. Герой Советского Союза.
- Тихонов, Григорий Матвеевич (31) — Герой Советского Союза.

## 14 февраля
- Воеводин, Дмитрий Тимофеевич (41) — Герой Советского Союза.

## 15 февраля
- Дейнеко, Степан Петрович (25) — Герой Советского Союза.
- Кашпуров, Пётр Афанасьевич — Герой Советского Союза.
- Плющенко, Сергей Алексеевич — Герой Советского Союза.

## 16 февраля
- Протопопов, Дмитрий Иванович (26) — участник Великой Отечественной войны, снайпер.
- Фульда, Роберт Фердинандович (70) — российский спортивный деятель.

## 17 февраля
- Абрамцев, Сергей Павлович — Герой Советского Союза.
- Алёшин, Николай Сергеевич (33) — Герой Советского Союза.
- Бастраков, Арсентий Михайлович (24) — Герой Советского Союза.
- Климашкин, Алексей Федотович — Герой Советского Союза.
- Котик, Валентин Александрович (14) — пионер-герой, юный партизан-разведчик, самый молодой Герой Советского Союза.

## 18 февраля
- Гривцов, Александр Иванович (29) — Герой Советского Союза.
- Касаев, Осман Мусаевич (27) — Герой Советского Союза.

## 19 февраля
- Шитов, Василий Васильевич (28) — Герой Советского Союза.

## 20 февраля
- Дудников, Михаил Федотович (31) — командир роты 1201 стрелкового полка 354 стрелковой Калинковичской дивизии 65-я армии 1-го Белорусского фронта.
- Меркулов, Иван Данилович (20) — Герой Советского Союза.
- Ястребцев, Виктор Иванович — Герой Советского Союза.

## 21 февраля
- Данилов, Пётр Алексеевич (28) — Герой Советского Союза.
- Зыков, Юрий Николаевич (21) — Герой Советского Союза.
- Кадомцев, Анатолий Иванович (26) — Герой Советского Союза.
- Леселидзе, Константин Николаевич (40) — Герой Советского Союза, советский военачальник, генерал-полковник.
- Манушян, Мисак (37) — французский антифашист армянского происхождения, национальный герой Франции, рабочий-коммунист, поэт и переводчик.
- Хмель, Иван Иванович — Герой Советского Союза.

## 22 февраля
- Графов, Игорь Александрович (20) — участник Великой Отечественной войны, Герой Советского Союза.
- Дышинский, Владимир Александрович (20) — лейтенант Рабоче-крестьянской Красной Армии, участник Великой Отечественной войны, Герой Советского Союза.
- Шменкель, Фриц Пауль (28) — участник Великой Отечественной войны, Герой Советского Союза.
- Ярмак, Сергей Фёдорович (20) — участник Великой Отечественной войны, Герой Советского Союза.

## 23 февраля
- Абдыбеков, Тулеугали Насырханович (27) — советский военный, снайпер 8-й гвардейской стрелковой дивизии.
- Дмитриев, Борис Михайлович (19) — партизан Великой Отечественной войны, Герой Советского Союза.
- Осис, Эрнест (49) — военный России, Латвии и Третьего Рейха.

## 24 февраля
- Тухват Мурат (38) — башкирский поэт и переводчик, журналист.
- Фомченков, Константин Фёдорович (25) — Герой Советского Союза.

## 25 февраля
- Борисяк, Алексей Алексеевич (71) — российский и советский палеонтолог и геолог.
- Крамаренко, Борис Алексеевич — советский писатель, участник Гражданской и Великой Отечественной войн.

## 26 февраля
- Акаев, Даша Ибрагимович (33) — первый чеченский лётчик, участник Великой Отечественной войны, майор.
- Зинченко, Николай Аксёнович (25) — старший лейтенант Рабоче-крестьянской Красной Армии, участник советской-финской и Великой Отечественной войн, Герой Советского Союза.
- Котлярский, Яков Лазаревич — советский разведчик, полковник.
- Полин, Алексей Владимирович — Герой Советского Союза.

## 27 февраля
- Алёшин, Иван Иванович — один из организаторов партизанского движения в Молдавии во время Великой Отечественной войны.

## 28 февраля
- Бондаровская, Юта (14) — пионер-герой, партизанка 6-й Ленинградской партизанской бригады.
- Сергеенков, Николай Семёнович (27) — участник Великой Отечественной войны, Герой Советского Союза.

## 29 февраля
- Елькин, Леонид Ильич (27) — советский военный лётчик, участник Великой Отечественной войны, Герой Советского Союза.
- Захаров, Алексей Архипович (20) — участник Великой Отечественной войны, Герой Советского Союза.